# Futboll Klub Partizani 2019-2020
Questa voce raccoglie le informazioni riguardanti il Futboll Klub Partizani nelle competizioni ufficiali della stagione 2019-2020.

## Rosa
Rosa e numerazione aggiornate al 20 luglio 2019.
| N. |                               | Ruolo | Calciatore                   |
| -- | ----------------------------- | ----- | ---------------------------- |
| 1  | Albania (bandiera)            | P     | Dashamir Xhika               |
| 2  | Macedonia del Nord (bandiera) | D     | Egzon Belica (vice-capitano) |
| 4  | Kosovo (bandiera)             | C     | Ron Broja                    |
| 7  | Albania (bandiera)            | A     | Eraldo Çinari                |
| 9  | Nigeria (bandiera)            | A     | Theophilus Solomon           |
| 10 | Albania (bandiera)            | A     | Jasir Asani                  |
| 11 | Albania (bandiera)            | A     | Jurgen Bardhi                |
| 12 | Albania (bandiera)            | P     | Alban Hoxha (capitano)       |
| 15 | Gambia (bandiera)             | C     | Tijan Jaiteh                 |
| 16 | Albania (bandiera)            | C     | Alessio Hyseni               |
| 17 | Albania (bandiera)            | C     | Bruno Telushi                |
| 18 | Brasile (bandiera)            | A     | Lucas Cardoso                |
| 19 | Albania (bandiera)            | D     | Lorenc Trashi                |
| 20 | Albania (bandiera)            | C     | Esat Mala                    |
| 22 | Kosovo (bandiera)             | D     | Labinot Ibrahimi             |

| N. |                      | Ruolo | Calciatore         |
| -- | -------------------- | ----- | ------------------ |
| 23 | Albania (bandiera)   | D     | Esin Hakaj         |
| 26 | Brasile (bandiera)   | C     | William Cordeiro   |
| 31 | Albania (bandiera)   | C     | Eneid Kodra        |
| 33 | Albania (bandiera)   | D     | Eneo Bitri         |
| 38 | Albania (bandiera)   | C     | Kristi Kote        |
| 66 | Ghana (bandiera)     | A     | Joseph Ekuban      |
| 77 | Albania (bandiera)   | P     | Aldo Teqja         |
| 90 | Ghana (bandiera)     | C     | Emmanuel Mensah    |
| 98 | Albania (bandiera)   | P     | Livio Malaj        |
| 99 | Giamaica (bandiera)  | A     | Brian Brown        |
|    | Albania (bandiera)   | D     | Hektor Idrizaj     |
|    | Albania (bandiera)   | D     | Reinaldo Kalari    |
|    | Venezuela (bandiera) | C     | Aristóteles Romero |
|    | Nigeria (bandiera)   | C     | Henry Okebugwu     |

## Calciomercato

### Sessione estiva(dal 1/7 al 31/8)
| Acquisti | Acquisti           | Acquisti   | Acquisti            |
| R.       | Nome               | da         | Modalità            |
| -------- | ------------------ | ---------- | ------------------- |
| P        | Aldo Teqja         | Skënderbeu | definitivo (0 €)    |
| D        | William Cordeiro   | Kukësi     | definitivo (0 €)    |
| D        | Esin Hakaj         | Teuta      | definitivo (0 €)    |
| D        | Eneo Bitri         | Kamza      | fine prestito (0 €) |
| C        | Ron Broja          | Shkupi     | definitivo (0 €)    |
| C        | Aristóteles Romero | Crotone    | prestito (0 €)      |
| C        | Henry Okebugwu     | Kastrioti  | fine prestito (0 €) |
| A        | Brian Brown        | Reno 1868  | definitivo (0 €)    |
| A        | Joseph Ekuban      | Verona     | prestito (0 €)      |
| A        | Theophilus Solomon | Újpest     | definitivo (0 €)    |

| Cessioni | Cessioni       | Cessioni         | Cessioni             |
| R.       | Nome           | a                | Modalità             |
| -------- | -------------- | ---------------- | -------------------- |
| D        | Sodiq Atanda   | Hapoel Kfar Saba | definitivo (0 €)     |
| D        | Lum Rexhepi    | svincolato       | parametro zero (0 €) |
| C        | Dilaver Duka   | svincolato       | parametro zero (0 €) |
| C        | Kevin Mombilo  | svincolato       | parametro zero (0 €) |
| C        | Alessio Hyseni | svincolato       | parametro zero (0 €) |
| C        | Ardit Hila     | svincolato       | parametro zero (0 €) |
| A        | Rubin Hebaj    | Domžale          | fine prestito (0 €)  |

### Sessione invernale(dal 1/1 al 1/2)
| Acquisti | Acquisti | Acquisti | Acquisti |
| R.       | Nome     | da       | Modalità |
| -------- | -------- | -------- | -------- |

| Cessioni | Cessioni | Cessioni | Cessioni |
| R.       | Nome     | a        | Modalità |
| -------- | -------- | -------- | -------- |

## Risultati

### Kategoria Superiore

#### Girone di andata
| Coriza 17 agosto 2019, ore 19:45 CEST 1ª giornata | Skënderbeu | – (-) | Partizani Tirana | Stadiumi Skënderbeu (- spett.)\| Arbitro: \| - (-) \| |
| Arbitro:                                          | - (-)      |       |                  |                                                       |

### Kupa e Shqipërisë

#### Sedicesimi di finale
| Pukë 12 settembre 2019, ore 16:00 CEST Sedicesimi - Andata | Tërbuni Pukë | – (-) | Partizani Tirana | Stadiumi Ismail Xhemali (- spett.)\| Arbitro: \| - (-) \| |
| Arbitro:                                                   | - (-)        |       |                  |                                                           |

### UEFA Champions League

#### Fase di qualificazione
| Tirana 10 luglio 2019, ore 17:30 CEST Primo turno preliminare – Andata | Partizani Tirana | 0 – 0 | Qarabağ | Stadiumi Selman Stërmasi (? spett.)\| Arbitro: \| Arnason (?) \| |
| Arbitro:                                                               | Arnason (?)      |       |         |                                                                  |

| Baku 17 luglio 2019, ore 20:15 CEST Primo turno preliminare – Ritorno | Qarabağ | – | Partizani Tirana | Tofiq Bahramov Stadium (- spett.)\| Arbitro: \| ? (-) \| |
| Arbitro:                                                              | ? (-)   |   |                  |                                                          |